# 马兹兰·伊德里斯
拿督马兹兰·伊德里斯（？—1993年7月），马来西亚政治人物、巫统党员、前彭亨州劳勿峇都达南议员。他于1993年被女巫莫纳·芬迪谋杀，而莫纳则于2001年被执行死刑。该案因作案手法残忍且涉及政治人物而轰动一时，2006年12月被翻拍成电影《Dukun》并于2018年4月上映。
马兹兰曾在1987年巫统党选中支持由首相马哈迪·莫哈末所领导的A队，并且出席了位于马哈迪住家的会议。然而当东姑拉沙里领导的B队向他承诺胜选会让他出任州务大臣后，马兹兰转向支持B队。